# 자연로그
자연로그(自然log, 영어: natural logarithm)는 e를 밑으로 하는 로그를 뜻한다. 즉, {\displaystyle e^{x}=y}일 때, {\displaystyle \ln y=x}을 자연로그라 한다.

## 표기
{\displaystyle x}의 자연로그는 {\displaystyle \ln x}, {\displaystyle \log _{e}x}, {\displaystyle \log x}로 표기할 수 있다. 앞의 두 표기는 모호함이 없다. 하지만 밑을 명시하지 않은 {\displaystyle \log x}는 수학에서는 자연로그로 사용되는 것이 흔하지만, 다른 분야에서는 상용 로그(common logarithm)로 사용되기도 하므로 혼동될 수 있다.

## 역사
자연로그의 개념은 1649년보다 이전에 Gregoire de Saint-Vincent와 Alphonse Antonio de Sarasa에 의해 수행되었다.
자연로그에 대한 초기 언급은 1668년 출판된 Logarithmotechnia라는 책에서 Nicholas Mercator가 기술하였지만, 수학 교사 John Speidell이 1619년 자연로그 표를 이미 구성해놓았다.

## 복소수의 자연로그
로그 함수는 다음과 같이 복소수로 확장할 수 있다. 먼저 오일러의 공식을 보면,
{\displaystyle re^{ix}=r(\cos x+i\sin x)}
양변에 자연로그를 씌우면
{\displaystyle re^{ix}=r(\cos x+i\sin x)}
{\displaystyle \therefore \ln r(\cos x+i\sin x)=ix+\ln r}

## 미분
{\displaystyle y(x)=\ln x}이면 {\displaystyle y}의 {\displaystyle x}에 대한 미분 {\displaystyle {dy \over dx}={\frac {1}{x}}}이며, 증명은 다음과 같다.
{\displaystyle {\begin{aligned}{dy \over dx}&=\lim _{\Delta x\to 0}{\frac {\ln(x+\Delta x)-\ln x}{\Delta x}}\\&=\lim _{\Delta x\to 0}{\frac {1}{\Delta x}}\ln {\frac {x+\Delta x}{x}}\\&=\lim _{\Delta x\to 0}{\frac {1}{\Delta x}}\ln(1+{\frac {\Delta x}{x}})\\&=\lim _{\Delta x\to 0}\ln {(1+{\frac {\Delta x}{x}})^{\frac {1}{\Delta x}}}\\\end{aligned}}}
{\displaystyle u={\frac {\Delta x}{x}}}로 두면, {\displaystyle \Delta x\to 0}일 때 {\displaystyle u\to 0}이다. 따라서
{\displaystyle {\begin{aligned}{dy \over dx}&=\lim _{u\to 0}\ln {(1+u)^{\frac {1}{ux}}}\\&=\lim _{u\to 0}{\frac {1}{x}}\ln {(1+u)^{\frac {1}{u}}}\\&={\frac {1}{x}}\lim _{u\to 0}\ln {(1+u)^{\frac {1}{u}}}\\&={\frac {1}{x}}\ln e={\frac {1}{x}}\\\end{aligned}}}

## 특성
- {\displaystyle \ln x=\int _{1}^{x}{\frac {1}{t}}\,dt}
- {\displaystyle \ln e=1}
- {\displaystyle {e^{\ln x}}=x}
- {\displaystyle \ln xy=\ln x+\ln y,\quad {\text{for}}\quad x>0,y>0}
- {\displaystyle \ln x<\ln y\quad {\rm {for}}\quad 0<x<y}
- {\displaystyle \lim _{x\to 0}{\frac {\ln(1+x)}{x}}=1}
- {\displaystyle \lim _{n\to 0}{\frac {x^{n}-1}{n}}=\ln {x}}
- {\displaystyle \ln x^{y}=y\,\ln x\quad {\rm {{for}\quad {\mathit {x}}>0}}}
- {\displaystyle {\frac {x-1}{x}}\leq \ln x\leq x-1\quad {\rm {{for}\quad {\mathit {x}}>0}}}
- {\displaystyle \ln(1+x^{\alpha })\leq \alpha x\quad {\rm {{for}\quad {\mathit {x}}\geq 0,\alpha \geq 1}}}

## 같이 보기
- 다중로그